# IEEE Edison Medal

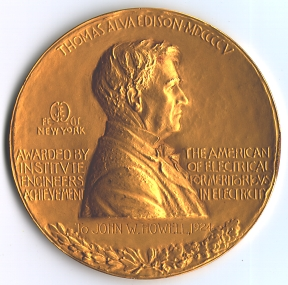
IEEE Edison Medal

De IEEE Edison Medal is de belangrijkste onderscheiding van het Institute of Electrical and Electronics Engineers of IEEE. Hij wordt uitgereikt aan een individu met een loopbaan van grote verdiensten in IEEEs vakgebied. De prijs bestaat uit een gouden medaille, een bronzen replica, een klein gouden replica, certificaat en een honorarium.
De medaille is gecreëerd in 1904 door vrienden van Thomas Edison. Vier jaar later heeft het Amerikaanse Instituut van Elektrotechnisch Ingenieurs (AIEE) deze medaille als hoogste onderscheiding opgenomen. Bij het samengaan met het Amerikaanse Instituut van Radio Ingenieurs (IRE) en AIEE in 1963 waarbij het IEEE werd gevormd, werd bepaald dat de IRE Medal of Honor IEEEs hoogste medaille zou zijn en IEEE Medal of Honor zou worden genoemd. De IEEE Edison Medal werd IEEEs belangrijkste onderscheiding. 
In Nederland ontvingen Bernard Tellegen en Kees Schouhamer Immink deze hoge onderscheiding in 1973 en 1999.

## Laureaten
- 1909: Elihu Thomson
- 1910: Frank Julian Sprague
- 1911: George Westinghouse
- 1912: William Stanley
- 1913: Charles F. Brush
- 1914: Alexander Graham Bell
- 1915:  Geen pijs
- 1916: Nikola Tesla
- 1917: John Joseph Carty
- 1918: Benjamin Lamme
- 1919: William Le Roy Emmet
- 1920: Michael Pupin
- 1921: Cummings Chesney
- 1922: Robert Millikan
- 1923: John W. Lieb
- 1924: John White Howell
- 1925: Harris Ryan
- 1926:  Geen prijs
- 1927: William Coolidge
- 1928: Frank Jewett
- 1929: Charles Scott
- 1930: Frank Conrad
- 1931: Edwin Rice
- 1932: Bancroft Gherardi, Jr.
- 1933: Arthur Kennelly
- 1934: Willis Whitney
- 1935: Lewis Stillwell
- 1936: Alex Dow
- 1937: Gano Dunn
- 1938: Dugald C. Jackson
- 1939: Philip Torchio
- 1940: George Ashley Campbell
- 1941: John B. Whitehead
- 1942: Edwin Armstrong
- 1943: Vannevar Bush
- 1944: Ernst Alexanderson
- 1945: Philip Sporn
- 1946: Lee De Forest
- 1947: Joseph Slepian
- 1948: Morris E. Leeds
- 1949: Karl B. McEachron
- 1950: Otto Blackwell
- 1951: Charles Wagner
- 1952: Vladimir Zworykin
- 1953: John F. Peters
- 1954: Oliver E. Buckley
- 1955: Leonid A. Umansky
- 1956: Comfort A. Adams
- 1957: John K. Hodnette
- 1958: Charles F. Kettering
- 1959: James F. Fairman
- 1960: Harold S. Osborne
- 1961: William Kouwenhoven
- 1962: Alexander C. Monteith
- 1963: John R. Pierce
- 1964:  Geen prijs
- 1965: Walker Lee Cisler
- 1966: Wilmer L. Barrow
- 1967: George Harold Brown
- 1968: Charles F. Avila
- 1969: Hendrik Wade Bode
- 1970: Howard H. Aiken
- 1971: John Wistar Simpson
- 1972: William Hayward Pickering
- 1973: Bernard Tellegen
- 1974: Jan A. Rajchman
- 1975: Sidney Darlington
- 1976: Murray Joslin
- 1977: Henri G. Busignies
- 1978: Daniel E. Noble
- 1979: Albert Rose
- 1980: Robert Adler
- 1981: C. Chapin Cutler
- 1982: Nathan Cohn
- 1983: Herman P. Schwan
- 1984: Eugene I. Gordon
- 1985: John D. Kraus
- 1986: James L. Flanagan
- 1987: Robert A. Henle
- 1988: James Ross MacDonald
- 1989: Nick Holonyak, Jr.
- 1990: Archie W. Straiton
- 1991: John L. Moll
- 1992: George D. Forney
- 1993: James H. Pomerene
- 1994: Leslie A. Geddes
- 1995: Robert W. Lucky
- 1996: Floyd Dunn
- 1997: Esther M. Conwell
- 1998: Rolf Landauer
- 1999: Kees Schouhamer Immink
- 2000: Jun-ichi Nishizawa
- 2001: Robert H. Dennard
- 2002: Edward E. Hammer
- 2003:  Geen prijs
- 2004: Federico Capasso
- 2005: Peter Lawrenson
- 2006: Fawwaz T. Ulaby
- 2007: Russel D. Dupuis
- 2008: Dov Frohman-Bentchkowsky
- 2009: Tingye Li
- 2010: Ray Dolby
- 2011: Isamu Akasaki
- 2012: Michael Francis Tompsett
- 2013: Ivan Paul Kaminow
- 2014: Ralph Baer
- 2015: James Julius Spilker, Jr.
- 2016: Robert W. Brodersen
- 2017: M. George Craford
- 2018: Eli Yablonovitch
- 2019: Ursula Keller
- 2020: Frede Blaabjerg